# Gilles Kerhuiel
Gilles Kerhuiel est un footballeur français né le 12 mars 1969 à Lorient.

## Biographie
Il est défenseur central, formé au FC Lorient. Il est le premier Lorientais de l'histoire à évoluer en Ligue 1 sous le maillot du FC Lorient.
Il entraîne la réserve du SCO d'Angers en CFA 2 jusqu'à la fin de la saison 2005-2006. 
De retour à Lorient, il étudie les sollicitations qui lui permettront de revenir dans le circuit professionnel, tout en continuant à jouer en Amateurs avec le CEP de Lorient (DSE de la Ligue de Bretagne).

## Carrière de joueur
- 1987-1999 :  FC Lorient
- 1999-2000 :  LB Châteauroux
- 2000-2005 :  SCO Angers
- 2006- ?    :  CEP Lorient[1]

- Premier match en Ligue 2 : FC Lorient - Stade Quimpérois 1-4 (27 février 1988)
- Premier match en Ligue 1 : RC Lens - FC Lorient 1-1 (14 août 1998)

## Palmarès de joueur
- Vice-champion de France de Ligue 2 : 1998.
- Équipe de Bretagne : 1 sélection (Tournoi Ouest Indoor, 2 janvier 2000 à Nantes).

## Carrière d'entraîneur
- 2005-2006 : SCO Angers (Réserve, CFA 2).